# Pogonopygia attenuata
Pogonopygia attenuata är en fjärilsart som beskrevs av W. Warren 1897. Pogonopygia attenuata ingår i släktet Pogonopygia och familjen mätare. Inga underarter finns listade i Catalogue of Life.